# البارجة الألمانية بسمارك
بسمارك كانت البارجة الأولى من بارجتين من فئة بسمارك بنيت لبحرية ألمانيا النازية كريغسمرينه. تعد إحدى أقوى قطع أسطول ألمانيا النازية خلال الحرب العالمية الثانية. سُمّيت على اسم المستشار أوتو فون بسمارك، وضعت السفينة في حوض بناء السفن بلوم أند فوس في هامبورغ في يوليو 1936 وتم إطلاقها في فبراير 1939. تم الانتهاء من العمل عليها في أغسطس 1940، عندما تم تكليفها في الأسطول الألماني. كانت بسمارك وشقيقتها السفينة تيربيتز أكبر السفن الحربية التي صنعتها ألمانيا، واثنتان من أكبر السفن الحربية التي صنعتها أي قوة أوروبية.
خلال فترة خدمتها التي استمرت ثمانية أشهر تحت قيادة قائدها الوحيد، الكابتن إرنست ليندمان، أجرت بسمارك عملية هجومية واحدة فقط، استمرت لمدة 8 أيام في مايو 1941، تحمل الاسم الرمزي راينوبونج. السفينة، جنبا إلى جنب مع الطراد الثقيل برينز يوجين، وكان لاقتحام المحيط الأطلسي ومداهمة الحلفاء الشحن من أمريكا الشمالية إلى بريطانيا العظمى. تم اكتشاف السفينتين عدة مرات قبالة الدول الاسكندنافية، وتم نشر وحدات بحرية بريطانية لسد طريقهما. في معركة مضيق الدنمارك، و طراد المعركة أتش أم أس هود تعامل مع برينز يوجين في البداية، ربما عن طريق الخطأ، في حين أن أتش أم أس برنس أوف ويلز اشتبكت مع بسمارك. في المعركة التي تلت ذلك تم تدمير هود بنيران بسمارك ويوجين برينز، والتي تضررت بعد ذلك أجبر أمير ويلز على التراجع. عانت بسمارك من أضرار من جراء ثلاثة إصابات كانت كافية لوضع نهاية لمهمة الإغارة.
حفز تدمير هود على السعي الدؤوب من قبل البحرية الملكية التي جمعت عشرات السفن الحربية. وبعد يومين، توجهت إلى فرنسا المحتلة، تعرضت بسمارك لهجوم من 16 قاذفة طوربيد فيري سوردفيش ثنائية السطح من حاملة الطائرات أتش أم أس أوك رويال سجل أحدهم نجاحًا كبيرًا مما جعل أداة توجيه البارجة غير صالحة للعمل. في معركتها الأخيرة في صباح اليوم التالي، أصيبت بسمارك التي أصابها الشلل من جراء الأضرار الجسيمة خلال اشتباكها مستمر مع سفينتين حربيتين بريطانيتين وطرادات ثقيلة، فقام طاقمها بإغراقها.
تبلغ حمولة البارجة بسمارك 41، 700 طن أما وهي في كامل تجهيزها وعتادها فتبلع حمولتها 50، 900 طن، ومزودة بمحركات ديزل قوتها 138000 حصان و3 رفاصات، وسرعتها 29 عقدة(حوالي 53ك/س)، وهي مصفحة بجدار من الصلب الخاص حول هيكلها سمكه 38.5 سنتيمتر أما السطح فسمكه 20 سنتيمتر ويبلغ طول البارجة 251 متر ويبلغ عرضها 36 متر أما الغاطس فطوله 9.3 متر وفي كامل تجهيز البارجة يبلغ الغاطس 10.2 مترا، أما الطيران فقد كانت تحمل البارجة 4 طائرات من طراز أرادو هارون 196. عين للبارجة قبطانها الكابتن ايرنست ليندمان وطاقمها المكون من 2221 ضابطا وبحارا.
يتمثل التسليح الرئيسي في 8 مدافع عيار 380 ميليمتر، بالإضافة إلى: 12 مدفع عيار 150 مم و14 مدفع مضاد للطيران عيار 105 مم، و16 مدفع عيار 37 مم، و12 مدفع عيار 20 مم. أما التدريع فيختلف من جزء لآخر، وحده الأقصى هو 380 مم جانبيا.

## تاريخ

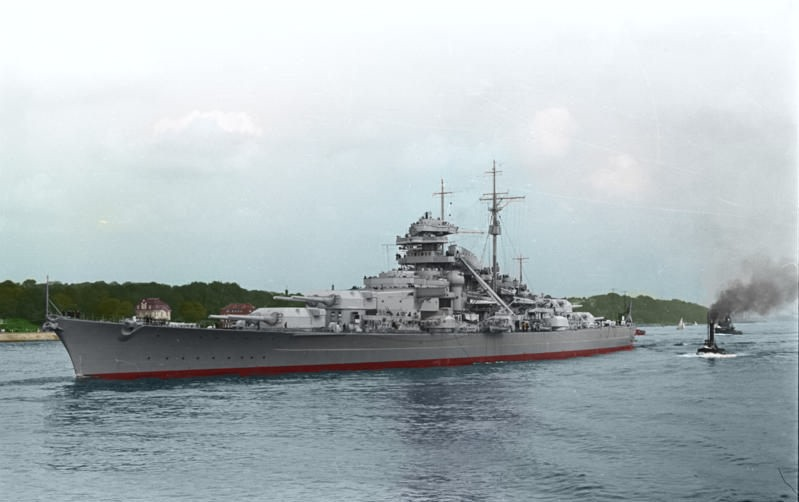
صورة البارجة (بعد التلوين)

في مايو 1941 أصبحت معظم الدول الأوروبية تحت سيطرة الألمان. وكان وجود الإسطول الألماني في المحيط الأطلسي تهديد مخيف لقوافل السفن التي تحمل الإمدادات الحيوية من أمريكا الجنوبية والولايات المتحدة إلى بريطانيا وبعد ذلك إلى السوفيت عبر بحر الشمال.
وقصة إغراق بسمارك تعد من أهم وأقوى العمليات البحرية والجوية التي تدرس حتى الآن في أهم الكليات البحرية في مختلف دول العالم حيث أنها أول عملية بحرية وجوية مشتركة.
ومؤلف الكتاب (لودوقيك كنيدى) اشترك في هذه المطاردة حينما كان ضابطا صغيرا على إحدى المدمرات البريطانية خلال الحرب وتمكن بعد الحرب من الإطلاع على الكثير من الوثائق الحربية البريطانية والألمانية، كما قام بنفسه بالبحث عن الحقيقة ممن اشتركوا في هذه العملية ممن بقوا على قيد الحياة من الجانبين. وفي مايو 1989 تم العثور على البارجة النازية بسمارك في قاع المحيط الاطلسي وتم تصويرها تحت الماء وكانت المفاجأة الكبرى التي أشارت إليها بعض الكتب التي صدرت في ألمانيا عام 1980 والتي تحمل شهادة ضباط البارجة العملاقة بسمارك.

## مميزات
صمم سلاح البحرية النازية كريغسمارينه البارجتان من فئة بسمارك الألمانية في منتصف الثلاثينات من القرن الماضي كنظير للتوسع البحري الفرنسي، وتحديداً كمنافس للبارجتان من طراز ريشيليو التي بدأت فرنسا بهما في عام 1935. وضعت بعد توقيع الاتفاقية البحرية الأنجلو-ألمانية. في عام 1935، كانت بسمارك وشقيقتها تيربيتز اسميا ضمن حدود 35000 طن (36000 طن) التي فرضها معاهدة واشنطن التي حددت بناء السفن الحربية في فترة ما بين الحربين. مكّن انسحاب اليابان في عام 1937 الموقعين لإدخال «بند المصعد» الذي يرفع وزن السفن التي يمكن بنائها إلى 45000 طن طويل (1937). 46000 طن).

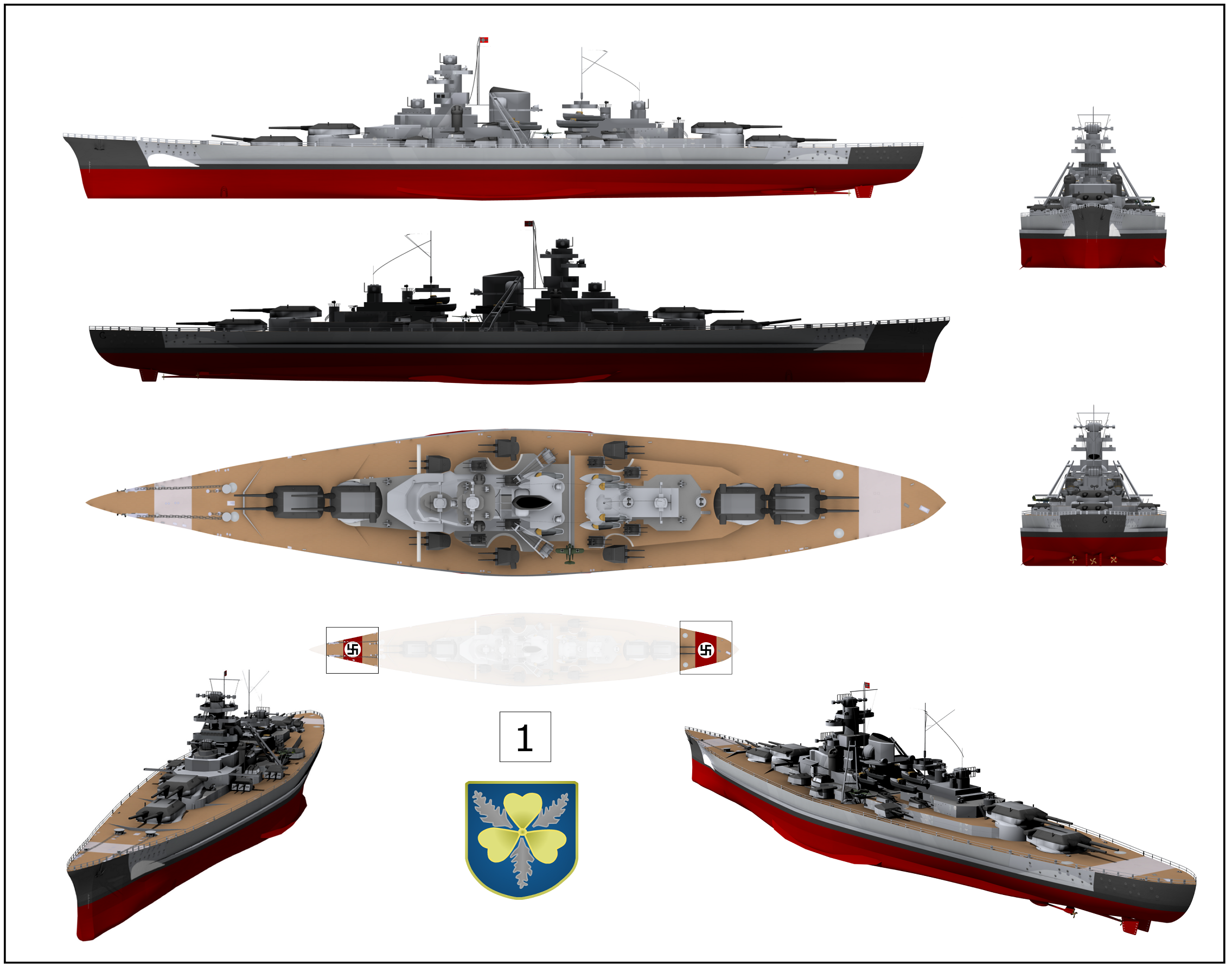
عرض ثلاثي الأبعاد لبسمارك استنادًا إلى تكوينه أثناء عملية Rheinübung

وصلت إزاحة بسمارك إلى 41,700 طن متري (41,000 طن كبير) أما في حالة حمولتها الكاملة فوصلت إلى 50,300 طن متري (49,500 طن كبير)، بطول إجمالي قدره 251 متر (823 قدم 6 بوصة)، بلغ عرض السفينة عند أوسع نقطة 36 متر (118 قدم 1 بوصة)، والحد الأقصى للغاطس إلى 9.9 متر (32 قدم 6 بوصة) .  كانت السفينة الحربية أكبر سفينة حربية في ألمانيا،  ونُزحت أكثر من أي سفينة حربية أوروبية أخرى، باستثناء أتش أم أس فانجارد، التي تم تكليفها بعد نهاية الحرب.  تم تجهيز بسمارك بمحركات توربينية من بلوم+فوس ودفعت كل مجموعة من التوربينات مروحة دافعة ثلاثية الشفرات قطرها 4.70 متر (15 قدم 5 بوصة). تم اختيار الشفرات الثلاثية على الشفرات الرباعية الذي كان يستخدم عادة في السفن الرئيسية الأجنبية، لأنه سيوفر الوزن. عند الحمولة الكاملة، وصلت التوربينات عالية الضغط والمتوسطة إلى 2825 دورة في الدقيقة، في حين أن التوربينات ذات الضغط المنخفض بلغت 2.390 دورة في الدقيقة. تم تشغيل توربينات السفن من خلال 12 غلاية أنابيب مياه عالية الضغط تعمل على حرق الزيت. زودت هذه القوى الدافعة ما مجموعه 148,116 shaft حصان (110,450 كـو)، وأسفرت عن سرعة أقصاها 30.01 عقدة (55.58 كم/س؛ 34.53 ميل/س) في تجارب السرعة. تم تجهيز بسمارك بثلاث مجموعات رادار بحث من طراز FuMO 23، مثبتة على أدوات تحديد المدى الأمامية والخلفية وforetop. 
بلغ عدد أفراد الطاقم القياسي 103 ضباط و1962 بحار.  تم تقسيم الطاقم إلى اثني عشر فرقة من 180 إلى 220 رجل. تم تعيين الفرق الستة الأولى في تسليح السفينة، والفرق من الأولى إلى الرابعة للبطاريات المدفعية الرئيسية والثانوية أما الفرق الخامسة والسادسة على المدافع المضادة للطائرات. تتألف الفرقة السابعة من المتخصصين، بما في ذلك الطهاة والنجارين، أما الفرقة الثامنة فكانت من مناولي الذخيرة. تم تعيين مشغلي الراديو، ورجال الإشارة، ورجال الإحياء (أقرب لما يسمى مستخدم مدني في القطاع العسكري) للفرقة التاسعة. كانت الفرق الثلاثة الأخيرة لأفراد غرفة المحرك. عندما غادرت بسمارك الميناء، زاد عدد موظفي الأسطول والطواقم ومراسلي الحرب من أفراد الطاقم لأكثر من 2200 رجل.  ما يقرب من 200 من أفراد غرفة المحرك جاؤوا من الطراد الخفيف Karlsruhe، الذي كان قد فقد خلال عملية فيزروبونغ، الغزو الألماني للنرويج. 
تتكون البطارية الرئيسية لبسمارك من ثمانية مدافع 38 سنتيمتر (15 بوصة) أس كيه سي/34 في أربعة أبراج توأمية، اثنان في الأمام و اثنان في الخلف ( وأسماؤها انتون وبرونو وقيصر ودورا).  إستطاعت الأبراج بالارتفاع إلى 30 درجة، مما أعطى المدافع نطاقًا أقصى يصل إلى 36,520 متر (39,940 يارد). أطلقت المدافع 800 كيلوغرام (1,800 رطل) من المقذوفات بسرعة فوهة تصل إلى 820 متر في الثانية الواحدة (2690 قدم/ثانية). تم تزويد البطارية الرئيسية بما يتراوح بين 940 إلى 960 قذيفة، بحوالي 115-120 قذيفة لكل مدفع.  كما هو الحال مع المدافع البحرية الألمانية الأخرى ذات العيار الكبير، تم تصميم هذه البنادق من قبل كروب وظهرت كتل مجرفة ذات إسفين منزلق، والتي تتطلب حاويات خرطوشة نحاسية لتوجيهات الدفع. في الظروف المثلى، كان معدل إطلاق النار طلقة واحدة كل 18 ثانية، أو ثلاثة في الدقيقة. تتحرك أبراج المدافع بشكل كهربائي وكانت المدافع ترفع هيدروليكيًا. تم التحكم بارتفاع المدفع عن بعد. تطلب الأبراج من كل مدفع العودة إلى ارتفاع 2.5 درجة للتحميل. تم تزويد تيربيتز في نهاية المطاف بقذائف شعيلة لمقاومة هجمات قصف الحلفاء المتكررة. حصلت بسمارك على أربعة طائرات عائمة للإستطلاع أرادو هارون 196 بحظيرة واحدة كبيرة مجنقة. 
استخدمت بسمارك أربعة أبراج مزدوجة (4×2)، مما سمح للمدافع من العيارات الثقيلة مع تقليل عدد الأبراج. قلل عدد الأبراج من مساحة الدروع المستخدمة لحمايتها (أبراج أكثر يعني دروع أكثر وهذا يعطي وزن أكثر اما مدافع أكثر في كل برج فيقلل عدد الابراج والوزن) وتقصير هيكل السفينة نفسه. وعلى الرغم من تخصيص الأبراج الثلاثية لبسمارك، كانت هناك مخاوف من أن المدفع الإضافي من شأنه أن يخفض المعدل العام لإطلاق النار في كل برج، جنبا إلى جنب مع مخاوف من أن ضرب برج واحد يعطل نسبة أكبر من قوة النيران للسفينة. كان هناك شعور أيضًا بأن أستخدام أربعة أبراج توأمية سمح بوجود مجال أفضل لإطلاق النار وتسلسل أكثر فعالية. 

## سجل الخدمة

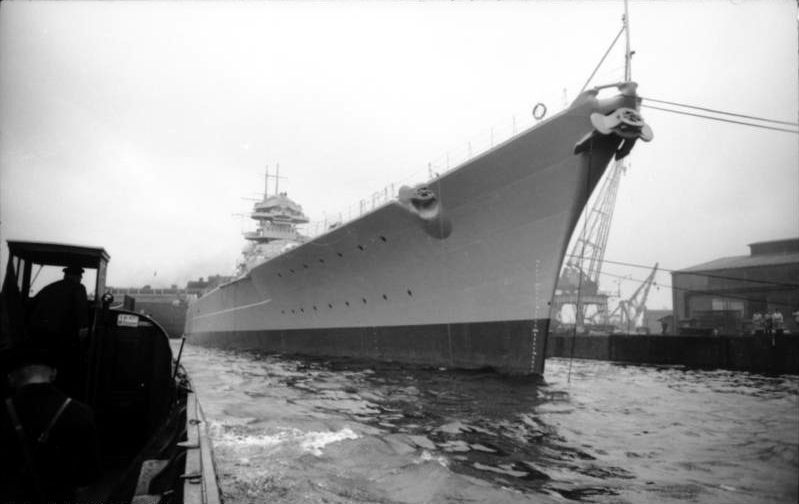
بسمارك في ميناء في هامبورغ

تم طلب Bismarck تحت اسم Ersatz Hannover (" Hannover Hannover ") ، وهو بديل للبارجة ما قبل-دريدنوت هانوفر القديمة، بموجب العقد "F".  تم منح العقد إلى حوض بناء السفن بلوم اند فوس في هامبورغ، حيث تم وضع العارضة في 1 يوليو 1936 في Helgen IX.   تم إطلاق السفينة في 14 فبراير 1939 وخلال الاحتفالات المعقدة تم تدشينها من قبل دوروثي فون لوينفيلد، حفيدة المستشار أوتو فون بسمارك، التي تحمل السفينة إسمها. أدلى أدولف هتلر خطاب التعميد.  أعقبت عملية التجهيز التدريجي، تم خلاله استبدال الساق الجذعية الأصلية بـ «القوس» الذي يشبه المستخدم في البوارج من فئة شارنهورست.  تم تكليف بسمارك في الأسطول في 24 أغسطس 1940 لإجراء التجارب البحرية،  التي أجريت في بحر البلطيق. تولى كابتن ات سي إرنست ليندمان قيادة السفينة في وقت دخولها للخدمة.  في نهاية أغسطس 1940 أصبحت البارجة جاهزة للتسليم فقضت الشهر التسع التالية في التدريب الشاق في بحر البلطيق. في ذلك الوقت شنت الغواصات الألمانية حربا ضارية على قوافل سفن الامدادات التي تعبر المحيط إلى بريطانيا. متخذة من الموانى الفرنسية المحتلة في لوريه وبرست ولاروشيل وسانت ناريز المطلة على خليج البسكاى قواعد لها.
في 15 سبتمبر 1940، بعد ثلاثة أسابيع من دخولها للخدمة، غادرت بسمارك هامبورغ لبدء التجارب البحرية في خليج كيل.  رافقها 13 كاسحة ألغام Sperrbrecher إلى راس كاب أركونا في 28 سبتمبر، ثم إلى Gotenhafen لإجراء الإختبارات في خليج غدانسك.  استمرت التجارب حتى ديسمبر. عادت بسمارك إلى هامبورغ، حيث وصلت في 9 ديسمبر، لإجراء تعديلات طفيفة واستكمال عملية التجهيز.  وفي أكتوبر 1940 استطاعت البارجة الخفيفة ادميرال شير الإبحار من الموانى الألمانية والوصول إلى ميناء بريست عبر مضيق الدنمارك بين ايسلندا و جرينلاند في اقصى الشمال. وتبعها الطراد الثقيل ادميرال هيبر في ديسمبر 1940.
كان من المقرر أن تعود السفينة إلى كييل في 24 يناير 1941، ولكن غرقت سفينة تجارية في قناة كيل وحالت دون استخدام الممر المائي. أعاق الطقس القاسي الجهود المبذولة لإزالة الحطام، ولم تتمكن بسمارك من الوصول إلى كيل حتى مارس.  التأخير كان محبطًا جدًا لليندمان، الذي لاحظ أن «[ بسمارك ] قد تم تقييدها في هامبورغ لمدة خمسة أسابيع   ... الوقت الثمين في البحر الضائع نتيجة لذلك لا يمكن تعويضه، وبالتالي فإن التأخير الكبير في النشر النهائي للسفينة أمر لا مفر منه.»  أثناء انتظار الوصول إلى كيل، استضاف بسمارك الكابتن أندرس فورشيل، ملحق بحري سويدي إلى برلين، ثم عاد إلى السويد مع وصف مفصل للسفينة، والتي سربتها إلى بريطانيا بعد ذلك عناصر موالية لبريطانيا في البحرية السويدية، وقد زودت البحرية الملكية بأول وصف كامل للسفينة، على الرغم من أنها تفتقر إلى بعض المعلومات المهمة حول السفينة مث لسرعتها القصوى وإزاحتها. 

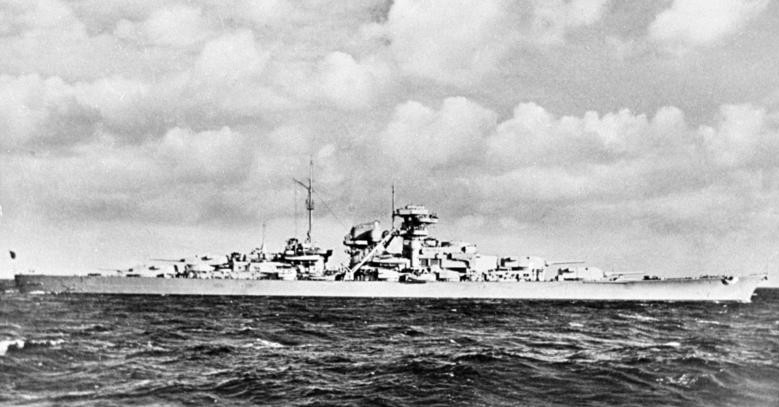
بسمارك تجري التجارب. لم يتم تثبيت rangefinders حتى الآن

في فبراير 1941 قاد الادميرال جونتر لوتينز الطرادين الثقيلين شارنهورست وجنايسناو gneisenau في نفس الطريق خارج الموانى الألمانية. انطلقت تلك السفن الاربعة تحت قيادة الادميرال جونتر كقائد اسطول لترويع السفن التجارية ومساعدة الغواصات في عملها والتصدى للاسطول البريطانى بقوة. واستطاع لوتينز خلال شهر مارس التالى من اغراق سفن للحلفاء حمولتها 350000 طن وفي شهر أبريل بلغ الرقم 700000 طن، وكان ذلك بالنسبة للادميرال الاعظم ايرش ريدر -قائد البحرية الألمانية_نصرا عظيما في تاريخ البحرية الألمانية فوضع خطة جديدة باسم عملية راينوبونج للسيطرة الكاملة على المحيط الاطلنطى ولفرض الحصار البحرى على بريطانيا.
في 6 مارس، تلقت بسمارك الأمر بالبخار إلى كيل. في الطريق، اصطحبت السفينة عدة مقاتلات من مسرشميت بي اف 109 وزوج من السفن التجارية المسلحة، إلى جانب كاسحة الجليد. في الساعة 8:45 يوم 8 مارس، علقت بسمارك لفترة قصيرة على الشاطئ الجنوبي لقناة كيل؛ تم تحريرها خلال ساعة. وصلت السفينة إلى كيل في اليوم التالي، حيث قام طاقمها بتخزين الذخيرة والوقود وغيرها من اللوازم وتطبيق نوع من الطلاء المبهر لتمويهها. هاجمت قاذفات القنابل البريطانية الميناء دون نجاح في 12 مارس.  في 17 مارس، قادت السفينة الحربية القديمة سيليسيا، التي تستخدم الآن كسارة للجليد، بسمارك عبر الجليد إلى جوتنهافن، حيث واصلت الأخيرة تدريبات الاستعداد القتالي. 
هدفت القيادة العليا البحرية ( أوبركماندو دير مارينه أو OKM)، بقيادة الأدميرال إريش رايدر، إلى مواصلة ممارسة استخدام السفن الثقيلة كغزاة سطحيين ضد حركة التجار المتحالفة في المحيط الأطلسي. كانت السفينتان الحربيتان من طراز شارنهورست في بريست، فرنسا، في ذلك الوقت، بعد أن أكملت للتو عملية برلين، وهي غارة كبرى على المحيط الأطلسي. اقتربت بسمارك سفينة تيبيريز بسرعة من الانتهاء. قامت بسمارك وتيبيريز بالخروج من بحر البلطيق والالتقاء مع سفينتين من طراز شارنهورست في المحيط الأطلسي؛ تم تحديد موعد العملية في البداية في حوالي 25 أبريل 1941، تكون الظروف مواتية أكثر. 
تم وضع خطط للقيام بدورية في شمال المحيط الأطلسي، والتي أطلق عليها اسم عملية راينوبونج (تمرين الراين). تشكلت العملية في البداية من قوة مؤلفة من بسمارك وتيربيتز واثنين من البوارج من فئة شارنهورست. فلم تكن تيربيتز مستعدة بعد للخدمة في مايو 1941 حيث تم الانتهاء من العمل على تيبيريز بوقت أطول مما كان متوقعًا، ولم يتم تكليفها حتى 25 فبراير؛ لم تكن السفينة جاهزة للقتال حتى وقت متأخر من العام. ولزيادة تعقيد الموقف، تضرر غيستابو من غارة بريطانية على بريست عندما كان في الحوض الجاف. كان يجري إصلاح شارنهورست بعد عملية برلين. اكتشف العمال خلال عملية الإصلاح أن اصابتها كانت في حالة أسوأ من المتوقع. وقالو إنها لن تكون متاحة لطلعة المخطط لها.  أدت الهجمات التي شنها قاذفات القنابل البريطانية على مستودعات الإمداد في كيل إلى تأخير إصلاح الطرادات الثقيلة الأدميرال شير والأدميرال هيبير. لن تكون السفينتان جاهزتان للعمل حتى يوليو أو أغسطس.  رغب الاميرال غانثر لوتنز، Flottenchef (قائد الأسطول)، الذي تم اختياره لقيادة العملية، في تأخير العملية على الأقل حتى تصبح إما شارنهورست أو تيبيريز متاحيين،  لكن قررت القيادة العليا على المضي قدما في العملية، التي أطلق عليها اسم عملية راينوبونج، مع قوة تتكون من بسمارك والطراد الثقيل برينس أيوجين فقط.  في اجتماع أخير مع رايدر في باريس في 26 أبريل، شجع لوتينز قائده العام على المضي قدمًا، وقرر في النهاية أن تبدأ العملية في أسرع وقت ممكن لمنع العدو من الحصول على أي راحة. 

### عملية راينوبونج

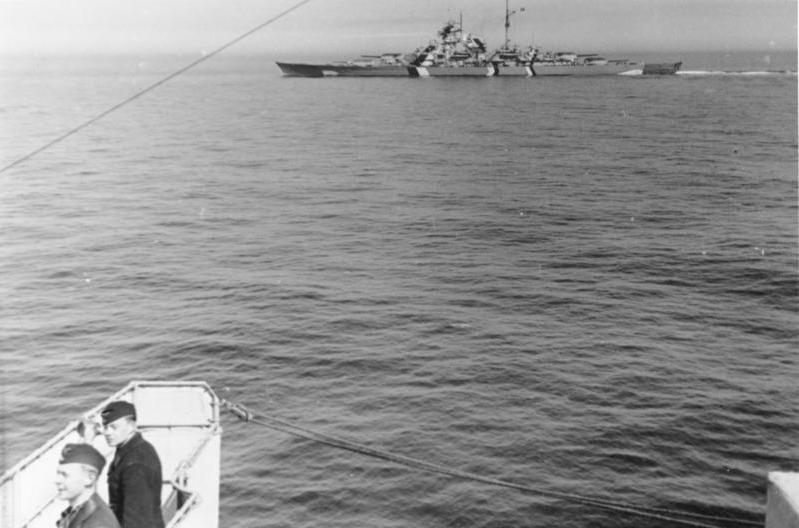
بسمارك، تم تصويرها من برينز يوجين، في بحر البلطيق في بداية عملية راينوبونج

يوم 5 مايو 1941، حضر هتلر وفيلهلم كيتل، مع حاشية كبيرة، لحضور حفل تدشين البارجة التي أطلق عليها اسم المستشار اوتوفون بسمارك الذي وحد الولايات الألمانية في دولة عصرية قوية عام 1871. تم القيام بجولة على متن السفينة وبعد ذلك التقى هتلر مع لوتنز لمناقشة المهمة القادمة.  في 16 مايو، ذكر لوتجينز أن بسمارك وبرينز يوجين على استعداد تام لعملية راينوبونج؛ لذلك أُمر بمواصلة المهمة مساء يوم 19 مايو.  كجزء من الخطط التشغيلية، سيتم وضع مجموعة من 18 سفينة تموين لدعم بسمارك وبرينز يوجين. كما سيتم وضع أربعة غواصات يو على طول طرق القافلة بين هاليفاكس وبريطانيا للبحث عن المغيرين. 
قبل بدء العملية، تم رفع عدد طاقم بسماركإلى 2221 ضابط وبحار. بدأت الاستعدادات بابحار يبع سفن تموين من الموانى الفرنسية لتقف في أماكن لها قرب مسار السفينتين لتزويدهما بالوقود والذخيرة والاغذية لمدة لاتقل عن ثلاثة أشهر للعنل وسط المحيط الاطلنطى وتم استدعاء لوتينز لقيادة القافلة والخروج من الموانى الألمانية. في الساعة 02:00 يوم 19 مايو، غادرت بسمارك غوتينهافن وتوجهت إلى المضائق الدنماركية. انضمت إليها في الساعة 11:25 برينز يوجين، التي غادرت الليلة الماضية في الساعة 21:18، قبالة رأس أركونا.  وقد رافق السفينتين ثلاث مدمرات Z10 Hans Lody وZ16 Friedrich Eckoldt وZ23 -واسطول من كاسحات الغام.  وفرت لوفتفافه غطاءًا جويا أثناء الرحلة خارج المياه الألمانية.  في حوالي الساعة 20 ظهرًا، أبلغ ليندمان طاقم السفينة عبر مكبرات الصوت بمهمة السفينة. في الوقت نفسه تقريبًا، حلقت مجموعة من عشرة أو اثني عشر طائرة استطلاعً سويدية فوق القوة الألمانية وأبلغت عن تكوينها ومسارها، على الرغم من أن الألمان لم يروا السويديين. 
منع الالمان مرور السفن من تلك المنطقة حتى عبور القافلة المسلحة ولكن بعد ساعة، واجه الأسطول الألماني الطراد السويدي جوتلاند الذي رافق القافلة عدة ساعات وهى تعبر المضايق بين السويد والدنمارك وظل الطراد يظلل الألمان لمدة ساعتين في كاتيغات. أرسل الادميرال لوتينز في مقر قيادته على ظهر بسمارك ارسل رسالة لاسلكية إلى برلين بان موقع قافلته قد اكتشف ولكنه لم يستطيع ان يفعل شيئا فقد كانت السويد على الحياد، وهو حياد مهم لالمانيا_التي كانت تستطيع ان تحتلها في ساعات كما فعلت مع الدنمارك والنرويج في ربيع 1940 _ولكن ألمانيا في هذه الحالة لن تستطيع الحصول على الصلب السويدى اللازم للصناعات العسكرية. لذلك قرر لوتينز التوقف في ميناء بيرجين النرويجى حتى يعيد تقدير حساباته.
نقلت جوتلاند تقريرًا إلى مقر البحرية، جاء فيه: «مرت سفينتان كبيرتان وثلاث مدمرات وخمس سفن مرافقة 10-12 طائرة مرت منمارستراند، في خطوط 205° / 20°».  لم تهتم القيادة العليا الألمانية بالمخاطر الأمنية التي شكلها جوتلاند، على الرغم من أن لوتجين وليندمان اعتقدا أن السرية التشغيلية قد فقدت.  في النهاية، شق التقرير طريقه إلى النقيب هنري دنهام، الملحق البحري البريطاني إلى السويد، الذي نقل المعلومات إلى الأميرالية .  أكد مفككي الشفرات في بلتشلي بارك أن غارة أطلنطية كانت وشيكة، حيث قاموا بفك تشفير التقارير التي تفيد بأن بسمارك وبرينز يوجين استقلوا طواقم الجوائز وطلبوا خرائط ملاحية إضافية من المقر الرئيسي. أمر زوج من سوبرمارين سبتفاير بالبحث في الساحل النرويجي عن الأسطول. 
أكدت الاستطلاع الجوي الألماني أن حاملة طائرات وثلاث سفن حربية وأربعة طرادات بقيت في المرساة في القاعدة البحرية البريطانية الرئيسية في سكابا فلو، مما أكد للوتجينز أن البريطانيين لم يكونوا على علم بعملياته. في مساء يوم 20 مايو، وصلت بسمارك وبقية الأسطول إلى الساحل النرويجي؛ تم فصل كاسحات الألغام واستمرت المهاجمان ومرافقتهم المدمرة شمالًا. في صباح اليوم التالي، التقط ضباط اعتراض الراديو على متن السفينة برينز يوجين إشارة تأمر طائرة استطلاع بريطانية بالبحث عن سفينتين حربيتين وثلاثة مدمرات شمالاً قبالة الساحل النرويجي.  في الساعة 7:00 من يوم 21، رصد الألمان أربع طائرات مجهولة الهوية، غادرت بسرعة. بعد الساعة 12:00 بوقت قصير، وصل الأسطول إلى بيرغن ورسى في غريمستادفيورد. 

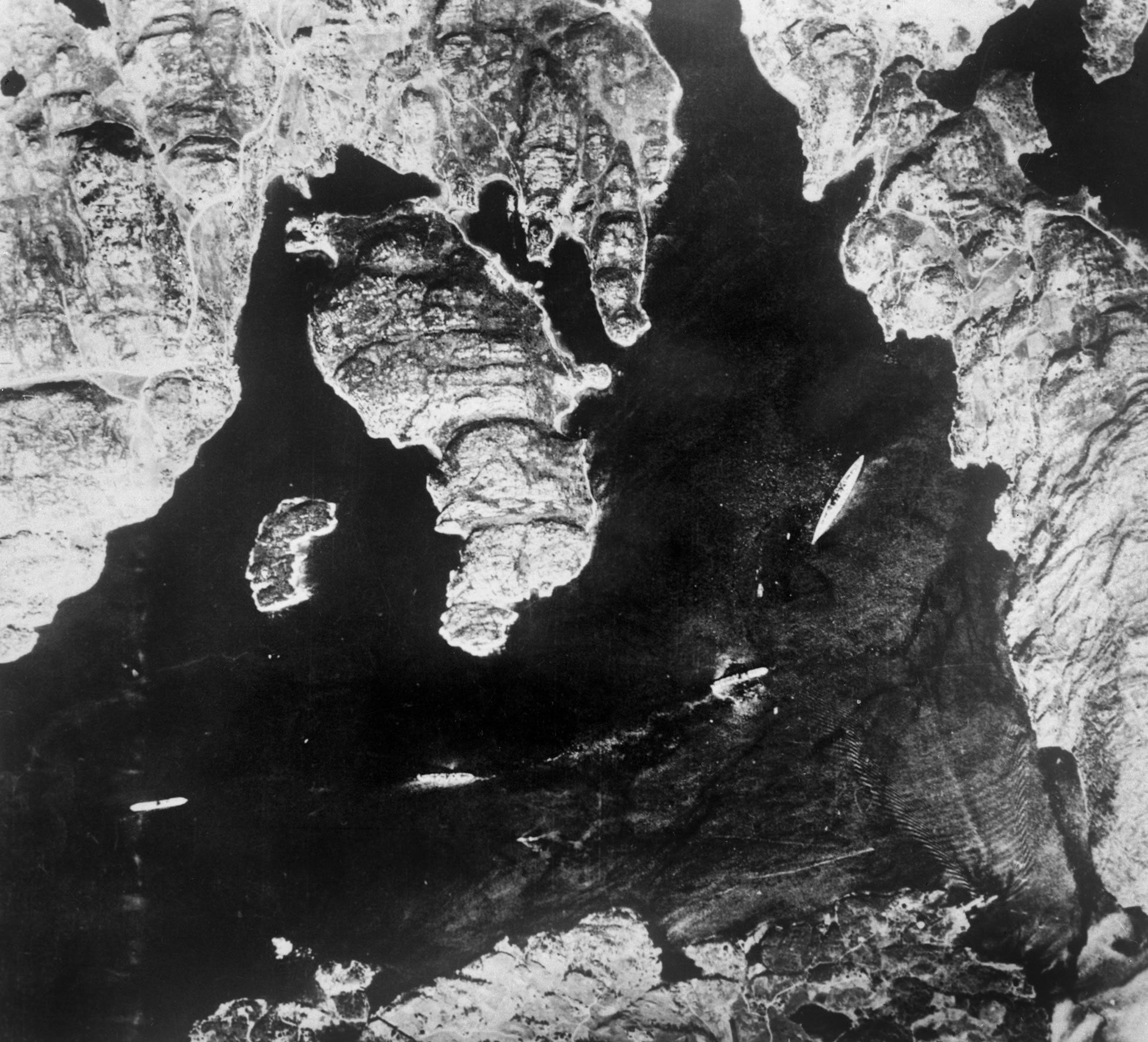
صورة استطلاع جوية تظهر بسمارك راسية (على اليمين) في النرويج

عندما كانت بسمارك في النرويج، حلق زوجان من المقاتلات من طراز Bf 109 فوقها لحمايتها من الهجمات الجوية البريطانية، لكن ضابط الطيران مايكل سوكلينج نجح في إطلاق Spitfire مباشرة فوق الأسطول الألماني على ارتفاع 8,000 متر (26,000 قدم) والتقاط صور لبسمارك ومرافقتها.  عند استلام المعلومات، أمر الأدميرال جون توفي قائد طراد المعركة أتش أم أس هود، والبارجة التي كلفت حديثا أتش أم أس برنس أوف ويلز، وستة مدمرات لتعزيز زوج الطرادات -سوفولك ونورفولك الذين يقومون بدوريات في مضيق الدنمارك. تم وضع باقي أسطول المنزل في حالة تأهب قصوى في سكابا فلو. تم إرسال ثمانية عشر قاذفة لمهاجمة الألمان، ولكن منعت حالة الطقس في المضيق البحري دون ان يتمكنوا من العثور على السفن الحربية الألمانية. 
لم تقم بسمارك باعادة تزويد خزانات وقودها في النرويج، لأن أوامرها التشغيلية لم تطلب منها القيام بذلك. لقد غادرت الميناء 200 طن متري (200 طن كبير) أقل من حمولة كاملة، ومنذ ذلك الحين أستهلكت 1,000 طن متري (980 طن كبير) أخرى في رحلته من Gotenhafen. استهلك برينز يوجين 764 طن متري (752 طن كبير) من الوقود.  في الساعة 19:30 يوم 21 مايو، غادرت بسمارك وبرينز يوجين والمدمرات الثلاثة المرافقة بيرغن.  في منتصف الليل، عندما كانت القوة في البحر المفتوح، متجهة إلى المحيط المتجمد الشمالي، كشف رايدر عن العملية لهتلر، الذي وافق على مضض على الغارة. تم فصل المدمرات الثلاثة المرافقة في الساعة 04:14 يوم 22 مايو، بينما كانت القوة قبالة تروندهايم. في حوالي الساعة 12:00، أمر لوتنز سفينتيه بالتوجه نحو مضيق الدنمارك لمحاولة الخروج إلى المحيط الأطلسي المفتوح. 
بحلول الساعة 04:00 يوم 23 مايو، أمر لوتنز بسمارك وبرينز يوجين بزيادة السرعة إلى 27 عقدة (50 كم/س؛ 31 ميل/س) للإندفاع نحو مضيق الدنمارك وهو ممر يضيق في ذلك الوقت إلى حوالى 64 كيلو متر فقط بسبب زحف الجليد من جزيرة جرينلاند.  عند دخول المضيق، قامت السفينتان بتنشيط مجموعات معدات الكشف عن الرادار FuMO.  سارت بسمارك وبرينز يوجين حوالي 700 متر (770 يارد) في الضباب خفضت الرؤية إلى 3,000 إلى 4,000 متر (3,300 إلى 4,400 يارد). واجه الألمان بعض الجليد في حوالي الساعة 10:00، مما استلزم تخفيض السرعة إلى 24 عقدة (44 كم/س؛ 28 ميل/س). بعد ساعتين، وصل الزوج إلى نقطة في شمال أيسلندا. تم إجبار السفن على التعرج لتجنب الجليد الغطائي. في 19:22، كشفت السماعات المائية والرادارت على متن السفن الحربية الألمانية عن الطراد أتش أم أس سوفولك على بعد حوالي 12,500 متر (13,700 يارد).  فك فريق راديو اعتراض برينز يوجين إشارات الراديو التي يتم إرسالها من قبل سوفولك وعلمت أن موقعها قد تم الإبلاغ عنها. 
أعطى لوتنز الإذن لـ الأمير يوجين للاشتباك مع سوفولك، لكن قائد الطراد الألماني لم يستطع أن برى هدفه بشكل واضح.  سافولك تراجع بسرعة إلى مسافة آمنة عن السفن الألمانية. في 20:30، انضم الطراد الثقيل سوفولك إلى أتش أم أس نوفولك، ولكن اقترب من المغيرين الألمانية بشكل كبير جدا. أمر لوتنز سفنه بالتعامل مع الطراد البريطاني؛ أطلقت بسمارك خمسة قذائف، ثلاثة منها بالقرب من نورفولك. أطلق الطراد الدخان وهرب في الضباب. 
في حوالي الساعة 10:00 مساءً، أمر لوتنز بسمارك بالدوران بمقدار 180 درجة في محاولة لمفاجأة الطرادين الثقيلين اللذين كانا يلاحقانه. على الرغم من أن بسمارك كان محجوبة عن البصرلكن التقطها رادار سوفولك بسرعة وكشف عن هذه المناورة، فهرب الطراد.  ظلت الطرادات في المحطة طوال الليل، حيث تنقل باستمرار موقع السفينة الألمانية. أنقشع الجو القاسي في صباح يوم 24 مايو، وكشف عن سماء صافية. في الساعة 05:07، اكتشف مشغلو المايكروفون على متن برنس يوجين زوجًا من السفن مجهولة الهوية تقترب من التكوين الألماني في نطاق 20 ميل بحري (37 كـم؛ 23 ميل). 

#### معركة مضيق الدنمارك
الساعة 05:45 يوم 24 مايو، رصدت محطات المراقبة الألمانية الدخان في الأفق. واتضح أنه من هود وبرنس ويلز، تحت قيادة نائب الأدميرال لانسلوت هولاند. أمر لوتنز أطقم سفنه بالاستعددا للقتال. بحلول الساعة 05:52، انخفضت المسافة بينهما إلى 26,000 متر (28,000 يارد). كانت القوة البحرية البريطانية بقيادة البارجة هود، وهى بارجة ثقيلة حمولتها 42000 طن وسرعتها 32 عقدة وتسليحها الرئيسى مماثل لمدافع بسمارك 8 مدافع عيار 15 بوصة كما انها أطول منها ((262 متر)) وتعد هود فخر البحرية البريطانية.. ضاقت المسافة بين الاسطولين وسط جو بارد ملبد بالغيوم والضباب والسحب الكثيفة، حتى أصبحت المسافة 13 ميل بحري، ثم امر هولاند باطلاق دفعة من النيران. وانطلقت المدافع الاربعة الأمامية مرة واحدة في صوت مرعب، حيث كانت الدانات تزن كل منها طنا تنطلق في الهواء بسرعة 1600 ميل في الساعة، وكذلك فعلت البارجة برنس اوف ويلز. 

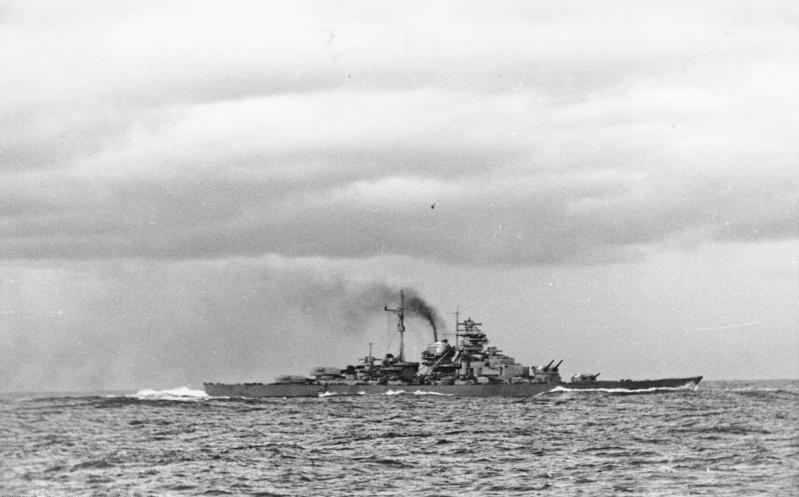
بسمارك كما شوهد من برينز يوجين بعد معركة مضيق الدنمارك

مرت لحظات ثم اطلقت بسمارك والطراد اوجين دفعات من الدانات نحو البارجتين البريطانيتين. أصابت طلقات بسمارك نصف اطقم المدافع على سطح هود واشعلت النيران فيها، واصيب الطراد ايوجين بعدة طلقات لكنها غير خطرة. وقرر القبطان هولاند الانسحاب بسرعة بعد ان تعطلت نصف مدافعه واعطى إشارة بذلك.ولكن بسمارك اطلقت دفعة خامسة من الطلقات على هود خلال اربع دقائق فقط.اخترقت الدانات هيكل هود وانفجرت داخلها في مخزن الذخيرة مما ادى اللى انفجار البارجة هود من الداخل واصبحت كتلة من الجحيم ثم انشطرت إلى نصفين واخذت في الغرق بسرعة. انسحبت البارجة برنس اوف ويلز تحت ستار كثيف من الدخان بعد اصابتها بسبع دانات دمرت منصتها وكل ما على سطحها من مدافع وقتل وجرح الكثيرون من بحارتها. كما غرقت مدمرة إنجليزية بطلقة مباشرة واصيبت ثلاثة مدمرات أخرى وانحبت المدمرات الأخرى في ذعر وخوف نحو بحر الشمال. 
استمرت المعركة 13 دقيقة فقط، ثم تابعت القافلة الألمانية مسارها وكان شيئا لم يكن، وهرعت المدمرة البريطانية اليكترا التي كانت على بعد 30ميلا شمال الاطلنطى إلى مكان غرق هود فلم تجد سوى الحطام الطافى وثلاثة بحارة يكافحون الغرق فانتشلتهم. لم تكن هناك اصابات في الطراد برنس ايوجين ولكن بسمارك تلقت 3 طلقات خطرة في مؤخرة البارجة تحت مستوى خط الماء، اصابت اثنان منها خزان الوقود الخلفي، ولم يحدث انفجار أو حريق ولكن الوقود بدأ في التسرب منها، مع تدفق الماء من الفتحات الثلاث، حتى ابتلعت بسمارك حوالى الف طن من الماء قبل ان يستطيع الغواصون سد الثغرات بتجهيزات معدنية وكيميائية خاصة. وانخفض مؤخر البارجة حوالى درجتين مما خفض سرعتها إلى 28 عقدة. 

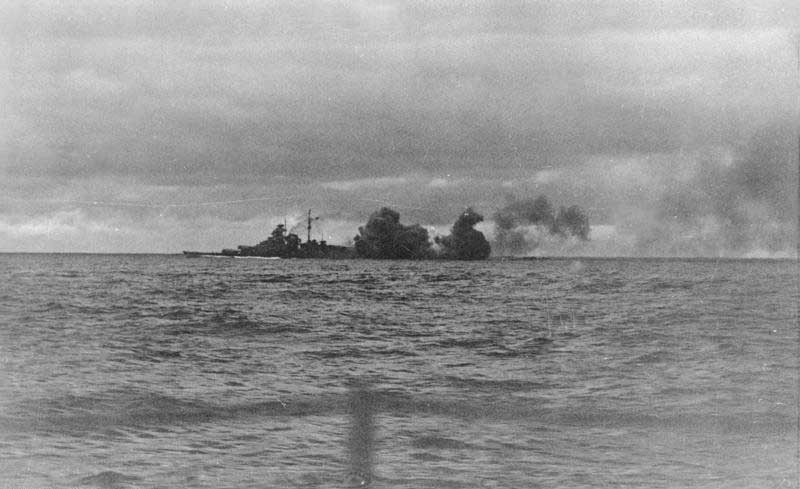
بسمارك تطلق من بطاريتها الرئيسية أثناء المعركة

وكان على بسمارك ان تعود إلى الإصلاح أو تنطلق إلى ميناء سانت ناريز الفرنسى على ان ينفصل الطراد ليوجين عن القافلة للقيام بمهامه وسط المحيط الاطلنطى ووافقت الادميرالية الألمانية على هذا الاقتراح. * احدث غرق البارجة هود صدمة عنيفة لدى الادميرالية البريطانية والشعب البريطانى باسره حيث لم ينج من 1421 ضابط وبحار على ظهرها سوى 3 فقط. وكان الالاف حول العالم قد زاروا البارجة عند وقوفها في موانيهم، حيث كانت تعد هود أكبر بارجة في العالم في ذلك الوقت قبل ظهور بسمارك بالطبع، وكانت تاج الاسطول البريطانى ورمز قوة الامبراطورية. واذا كانت هود لم تستطع ان توقف بسمارك فمن إذا يستطيع وقفها، فضلا عن تدميرها؟ وعلى الفور استدعت الادميرالية البريطانية معظم السفن الحربية في البحر المتوسط والمحيط الاطلنطى، مضحية بسلامة القوافل من اجل التصدى لبسمارك باى حال من الاحوال والانتقام لغرق هود وشكلت الادميرالية البريطانية بسرعة اسطول كبير للتصدى لبسمارك ويتكون من: 4 بوراج قتال ثقيلة، و2 طراد قتال 2 حاملة طائرات، و3 طرادات ثقيلة، و10 طرادات خفيفة، و21 مدمرة وفرقاطة. 

#### مطاردة

خريطة توضح مسار بسمارك والسفن التي تبعتها

بعد الاشتباك، ذكرت لوتنز أنه تم إغراق "طراد المعركة، من المرجع ان يكون هود. وسفينة حربية أخرى، King George V أو Renown ، قدتضررت..  في الساعة 08:01، قام بنقل تقرير عن الأضرار ونواياه إلى القيادة العليا، والتي كانت تهدف إلى فصل برينز يوجين للقيام بغاراته التجارية والذهاب إلى سان نازير لإصلاح سفينته.  بعد وقت قصير من الساعة 10:00، أمر لوتنس برينز يوجين بالتخلي عن بسمارك لتحديد مدى خطورة تسرب الزيت من ضربة القوس. بعد التأكد من "تيارات واسعة من النفط على جانبي أعقاب [بسمارك '  عاد برينز يوجين إلى الموضع إلى الأمام.  حوالي ساعة، أبلغ قارب بريطاني عن بقعة النفط إلى سوفولك ونورفولك، التي انضم إليها أمير ويلز التالف. أمر الأميرال فريدريك ويك ووكر، قائد الطائرتين ، أمير ويلز بالبقاء وراء سفينته. 
طلب رئيس الوزراء وينستون تشرشل من جميع السفن الحربية في المنطقة الانضمام إلى ملاحقة بسمارك وبرينز يوجين لم يكن أحد على ظهر بسمارك يعلم بكل هذه الاجراءات، وما يتنظر البارجة من اخطار خلال المسافة الباقية نحو الساحل الفرنسى.وظل جزء من السفن البريطانية في شمال الاطلنطى ليقطع الطريق على عودة بسمارك إلى ألمانيا عبر الممر البحرى الواسع 300 ميل بحرى بين الجزر فيرو وايسلندا. بينما نشطت طائرات الاستطلاع بعيدة المدى لاكتشاف موقع بسمارك التي كانت تسير في خط متعرج. في منتصف الصباح، قامت طائرة استطلاع من نوع كونسوليديتد بي بي واي كاتالينا تابعة للقيادة الساحلية من السرب 209 من سلاح الجو الملكي البريطاني، والتي كانت تحلق فوق المحيط الأطلسي من قاعدتها في لوف إيرن في أيرلندا الشمالية عبر ممر دونيجال، وهو ممر صغير توفره الحكومة الأيرلندية سرا،  يقودها ضابط الطيران البريطاني دينيس بريجز  ومراقب البحرية الأمريكية ليونارد ب. سميث من قوات البحرية الأمريكية الاحتياطية،  كان سميث في وضع القيادة عندما رصد بسمارك (عبر تسرب نفطي خلفته البارجة من خزان الوقود التالف) وأرسل موقعها إلى الأميرالية. ومنذ ذلك الحين، كان موقع السفينة الألمانية معروفًا للبريطانيين، لكن يجب أن يتم إبطاء البسمارك أكثر إذا امل البريطانيون بإبقاء الوحدات الثقيلة خارج نطاق الطائرات البرية الألمانية. تم تعليق كل الآمال البريطانية على القوة أتش، التي كانت وحداتها الرئيسية تضم حاملة الطائرات أتش ام أس آرك رويال وطراد المعركة أتش ام اس ريونيون والطراد اتش ام اس شيفلد. كانت هذه المجموعة القتالية تحت قيادة الأدميرال جيمس سومرفيل وتم تحويل مسارها شمالًا من جبل طارق. 
اندفعت البارجة ريبالس repulse لمطاردتها واللحاق بها. بينما كان هناك اسطول بريطانى اخر قادم من مضيق جبل طارق، تقوده حاملة الطائرات ارك رويال ark royal ويضم البارجة رينيون renown والطراد شيفلد sheffild، وارسلت الحاملة 15 طائرة قاذفة للطوربيد لضرب بسمارك، فأخطأت الهدف وضربت الطراد شيفلد الذي كان في نفس الطريق، بسبب سوء الاحوال الجوية والسحب الكثيفة. واندفعت بعض الغواصات البريطانية من البحر المتوسط لتقف في خليج بسكاى في انتظار بسمارك بينما اندفعت الغواصات الألمانية من الموانى الفرنسية كى تشكل ستارة حامية جنوب مسار بسمارك لمنع هذه القوة البريطانية القادمة من البحر المتوسط.ولكن هذه القوة انحرفت غربا ثم تابعت مسارها شمالا. واستمرت طائرات الطوربيد والسفن البريطانية في مهاجمة بسمارك طول الليل من جميع الجهات وهى تقاتل بعنف، وتقذف حمما من الدانات المتفجرة.ولم تخلو سفينة بريطانية من اصابة ألمانية. 
أطلق على بسمارك عشرات الطوربيدات وسقطت طائرات كثيرة، ولكن أحد الطوربيدات اصاب الدفة الثقيلة التي تزن 250 طنا من الصلب وتجمدت بزاوية 15 درجة إلى اليمين، ولكن الرفاصات الثلاثة لم تصب بسوء.انحرفت بسمارك نحو الشمال، واصبحت عاجزة عن تغيير مسارها أو القيام بأى مناورة. لم يستطع الغواصون تحرير تروس الدفة نظرا لضيق المكان وظروف القتال الجارى ولثقل الدفة.ويقول الخبراء ان فرصة تحقيق اصابة مماثلة لا تتعدى طوربيدا واحدا من كل مائة الف طوربيد يطلق على الدفة! وقبل منتصف ليل 26 مايو، ارسل الادميرال لوتينز رسالة لاسلكية إلى الزعيم هتلر:((...انخفضت قدرة السفينة على المناورة. سنقاتل حتى النهاية يا زعيمى.نؤكد ثقتنا بالنصر الالمانى..)) ورد هتلر على ذلك برسالة مشفرة بعد ساعتين من مقره في بيرجهوف :((اشكركم باسم الشعب الالمانى.)) 

#### غرق
في فجر اليوم التالى كانت خمس مدمرات بريطانية قد اقتربت من بسمارك واخذت تضربها بعنف بينما كانت بسمارك عاجزة عن المناورة وتوجية مدافعها بدقة. ثم بدأت جميع السفن البريطانية في فتح النيران من جميع الجهات على بسمارك لمدة ساعتين متواصلتين. واقتربت إحدى المدمرات واطلقت عليها عدة طوربيدات من مسافة لا تزيد كيلومترين، مع ان اقل مسافة امنة تبلغ ستة كيلومترات.  وفى الساعة العاشرة واربعين دقيقة صباح 27 مايو 1941 بدأت بسمارك بالغوص نحو الاعماق. وانسحبت جميع السفن البريطانية بسرعة من المكان، حيث كان من المتوقع ان يمتلئ المكان بالغواصات الألمانية ...وبالفعل وصلت 11 غواصى ألمانية لانقاذ البحارة وامكنهم انقاذ 115 شخص وغرق مع البارجة 2106 اشخاص من بينهم قبطانها ايرنست ليندمان وقائد الاسطول الادميرال جونتر لوتينز. سجل الادميرال جون توفى في كتاب صدر له بعد الحرب قائلا: (...خاضت بسمارك معركة بحرية شجاعة مع سفن متفوقة عليها عدديا إلى حد كبير.ومع ذلك تمسك القادة الالمان بأرقى تراث للبحرية الألمانية.وعندما كانت تغوص إلى الاعماق، كانت اعلامها مازالت ترفرف على ساريتها).

## حطام

### اكتشاف روبرت بالار
تم اكتشاف حطام بسمارك في 8 يونيو 1989 من قبل فريق فرنسى بقيادة الدكتور روبرت بالارد، عالم المحيطات المسؤول عن العثور عن سفينة التايتنك. بالاستعانة بغواصة الاعماق الأمريكية ارجو، على حطام البارجة بسمارك على عمق 4500 متر في قاع المحيط الاطلنطى.في منطقة تبعد حوالى 1000 كيلومتر عن ميناء بريست الفرنسى حيث تم تصوير الحطام بكاميرا فيديو آلية تحت الماء، وهو نفس الفريق الذي عثر على حطام تيتانيك عام 1985. وقد أظهر تصوير البارجة الغارقة عن مفاجأة كبيرة، اذ كان من المعتقد انها غرقت بسبب اصابتها مباشرة بطوربيدين تحت مستوى خط الماء، اطلقتها المدمرة دورسيتشاير من مسافة كيلومترين، وذلك طبقا لسجلات البحرية البريطانية ولكن تبين ان البارجة لم تصب بشئ من ذلك وان الطوربيدات لم يكن لها اى تأثير يذكر على دروع البارجة.مما يؤكد وجهة النظر الألمانية، حيث صدرت عدة كتب ألمانية حول الموضوع اهمها كتاب بوكارد فون مولينهايم_ريخبيرج، الذي كان قائدا لمدفعية بسمارك، واصدر كتابا حول اللحظات الاخيرة للبارجة نشر في برلين عام 1980، اكد فيه ان الادميرال لوتينز امر بفتح طابات الإغراق في قاع البارجة بعد ان تأكد من استحالة كسب المعركة_حتى لا تقع في ايدى البريطانيين. وان ايا من اصاباتها ام تكن تغرقها، حيث انها مصممة من عدة اجزاء محكمة ضد تسرب الماء في حال إصابة جزء فيها. وقد عرضت مجلة دير شبيغل الألمانية هذا الكتاب وقابلت بين وجهة النظر الألمانية والبريطانية بعد اكتشاف حطام البارجة وتصويرها تحت الماء.

### البعثات اللاحقة
في يونيو 2001، أجرت ديب أوشن إكسبيديشنز، بالشراكة مع معهد وودز هول لعلوم المحيطات، تحقيقًا آخر حول الحطام. استخدم الباحثون غواصات صغيرة روسية الصنع. صرح وليام إن. لانج ، خبير في وودز هول، «ترى عددًا كبيرًا من ثقوب القذائف في البنية الفوقية والسطح ، ولكن ليس هذا العدد الكبير على طول الجانب ، ولا يوجد أسفل الخط المائي.»  لم تجد البعثة أي اختراقات في الحزام المدرع الرئيسي، أعلى أو أسفل خط المياه. لاحظ الفاحصون العديد من الجروح الطويلة في البدن، ولكن نسبوا ذلك إلى التأثير على قاع البحر. 

## اقرأ أيضاً
- البارجة تيربيتز

## الحواشي
ملاحظات
1. ↑  Bismarck's draft at full load was 9.9 متر (32 قدم 6 بوصة).[1]
2. ↑  One work claims a speed of 31.1 عقدة (57.6 كم/س؛ 35.8 ميل/س).[2]

اقتباسات
1. 1 2  Gröner، صفحة 33.
2. ↑  Jackson، صفحة 24.
3. 1 2 3 4 5 6 7  Gröner.
4. 1 2 3 4 5 6 7 8 9 10 11 12 13 14 15 16  Garzke & Dulin 1985.
5. ↑  Gardiner & Chesneau.
6. 1 2 3  Williamson.
7. 1 2 3 4 5 6 7  von Müllenheim-Rechberg.
8. 1 2 3  Gaack & Carr.
9. ↑  Campbell 1987.
10. 1 2 3 4 5 6 7 8 9 10 11 12 13 14 15 16 17 18 19 20 21 22 23 24 25 26 27 28 29 30 31  Bercuson & Herwig.
11. ↑  Boog, Rahn, Stumpf & Wegner.
12. 1 2  Zetterling & Tamelander.
13. ↑  Ballard, Bismarck.
14. 1 2  New York Times, "Visiting Bismarck".